# Gare de Landas
La gare de Landas est une gare ferroviaire française de la ligne de Fives à Hirson, située sur le territoire de la commune de Landas, dans le département du Nord, en région Hauts-de-France.
Elle est mise en service en 1874, et devient une gare de la Compagnie des chemins de fer du Nord en 1875 lorsqu'elle reprend la ligne. C'est une halte voyageurs de la Société nationale des chemins de fer français (SNCF) desservie par des trains TER Hauts-de-France.

## Situation ferroviaire
Établie à 27 mètres d'altitude, la gare de Landas est située au point kilométrique (PK) 25,172 de la ligne de Fives à Hirson, entre les gares d'Orchies et de Rosult. Elle fait partie de la Transversale Nord-Est (ligne de Lille à Thionville).

## Histoire
La ligne de Lille à Valenciennes, qui traverse la commune, est mise en service en 1870, la première gare de Landas ouvre en 1874 au hameau du Hennoy. Elle devient une gare de la Compagnie des chemins de fer du Nord, lors de sa reprise de la ligne en 1875.
Dans les années 1890, un nouveau bâtiment voyageurs est construit de l'autre côté des voies. Édifié en brique, il comporte un corps principal à trois ouvertures et un étage, et deux petites ailes à une ouverture.
En 2003, l'ancien bâtiment voyageurs est toujours présent. Désaffecté du service ferroviaire, il abrite une habitation privée.

## Service des voyageurs

### Accueil
Halte SNCF, c'est un point d'arrêt non géré (PANG) à accès libre.

### Desserte
Landas est desservie par des trains TER Hauts-de-France qui effectuent des missions de type omnibus C60 reliant Lille-Flandres à Valenciennes. 

### Intermodalité
Un parc pour les vélos et un parking sont aménagés à ses abords.
La ligne 884 Orchies - Saméon du réseau interdépartemental de cars Arc-en-Ciel dessert la gare. 